# Ácido maslínico
El ácido maslínico o ácido cratególico es un lípido pentacíclico de naturaleza terpénica que se puede encontrar en la piel de la aceituna, en su capa lipídica cuticular. Posee numerosas propiedades, muchas de las cuales terapéuticas. Entre estas destacan su capacidad antioxidante, antitumoral y antihiperlipidémica. Además, aporta grandes beneficios cardivasculares. En cuanto a su naturaleza lipídica, se puede decir que, concretamente, es un triterpeno, del grupo de los oleananos. Otra de sus propiedades es la inhibición de la acción de proteasas de la serina que intervienen en la difusión el VIH, lo que es un retardante de este. Además, evita la proliferación de células cancerosas en el cáncer de colon. En la planta posee una función de fitoalexina. Algunos estudios le atribuyen una mejora en la masa muscular y la movilidad en personas de la tercera edad.